# رزا اوتونبایوا
رزا ایساکوونا اوتونبایوا یا رزا ایسینبایوا (به روسی: Роза Исаковна Отунбаева) (زاده ۲۳ اوت ۱۹۵۰) وزیر امور خارجه سابق قرقیزستان و رهبر گروه پارلمانی حزب مخالف سوسیال دمکرات قرقیزستان است.
در ۷ آوریل ۲۰۱۰، اوتونبایوا به عنوان رهبر یک دولت انتقالی از سوی رهبران مخالفان پس از یک روز ناآرامی و خشونت در قرقیزستان که شاهد یورش انبوه مردم به ساختمانهای دولتی برای برکناری رئیس‌جمهور قربان بیگ باقی اف بود، اعلام شد.
وی همچنین گفت که تا برگزاری انتخابات جدید به مدت ۶ ماه کشور را اداره خواهد کرد.